# Weimersheim (Ipsheim)
Weimersheim (fränkisch: Waimascha) ist ein Gemeindeteil des Marktes Ipsheim im Landkreis Neustadt an der Aisch-Bad Windsheim (Mittelfranken, Bayern). Weimersheim liegt in der Gemarkung Mailheim.

## Geographie
Das Dorf befindet sich in Tallage und ist von allen Seiten außer der Westseite von Erhebungen umgeben. Östlich des Ortes entspringt Mailheimer Graben, der mit dem Seegraben (rechts) zum Grundgraben zusammenfließt, der ein rechter Zufluss der Aisch ist. Im Norden liegt der Rote Berg (433 m ü. NHN), der als Weinberg genutzt wird. Im Süden grenzt der Lenkersheimer Gemeindewald an. Eine Gemeindeverbindungsstraße führt nach Mailheim zur Staatsstraße 2252 (1,1 km nordwestlich).

## Geschichte
Im Jahre 1342 wurde der Ort als „Weymersheim“ im Einkünfteverzeichnis des Gumbertstiftes zu Ansbach erstmals urkundlich erwähnt. Der Ortsname bedeutet „zu dem Heim des Winimār“. Anfang des 18. Jahrhunderts gab es in Weimersheim 16 Untertansfamilien, davon „13 bayreuthische, einen windsheimischen und zwei adelig Untertanen“.
Gegen Ende des 18. Jahrhunderts gab es in Weimersheim 18 Anwesen. Das Hochgericht übte das brandenburg-bayreuthische Vogtamt Lenkersheim aus. Die Dorf- und Gemeindeherrschaft hatte das Kastenamt Ipsheim. Grundherren waren das Kastenamt Ipsheim (11 Güter, 1 Gütlein, 3 Häuser, 1 Ziegelei), das brandenburg-ansbachische Vogtamt Jochsberg-Flachslanden (1 Sölde) und das Rittergut Obernzenn-Aberdar (1 Gut).
Von 1797 bis 1810 unterstand der Ort dem Justizamt Külsheim und Kammeramt Ipsheim. Im Rahmen des Gemeindeedikts wurde Weimersheim dem 1811 gebildeten Steuerdistrikt Ipsheim und der 1817 gebildeten Ruralgemeinde Ipsheim zugeordnet. Mit dem Zweiten Gemeindeedikt (1818) wurde es nach Mailheim umgemeindet. Die freiwillige Gerichtsbarkeit über ein Anwesen hatte jedoch bis 1848 das Patrimonialgericht Obernzenn-Aberdar. Am 1. Mai 1978 wurde Weimersheim im Zuge der Gebietsreform in Bayern in den Markt Ipsheim eingegliedert.
Der Weinbau ist der Haupterwerbszweig des Dorfes. Beim Roten Berg gibt es eine 10,4 Hektar große Anbaufläche mit 50.000 Rebstöcken der Sorte Müller-Thurgau.

### Baudenkmäler
- Haus Nr. 4: zweigeschossiges vierzoniges Wohnstallhaus mit gemauertem Erdgeschoss und Fachwerkobergeschoss; im Giebel Reliefinschrift „Erbaut von M. Nicol 1861.“[12]
- Haus Nr. 5: zweigeschossiges fünfzoniges ehemaliges Wohnstallhaus von 1835 mit massivem Erdgeschoss; Türe und Fensterrahmen in Haustein, durchgehende Fensterbank, Obergeschoss in Fachwerk, Walmdach; auf der straßenseitigen Haustafel bezeichnet: „Erbaut von Georg Wolfgang Nickol 1835“, Stallteil ausgebaut[12]
- Haus Nr. 8: Fachwerkwohnstallhaus[13]
- Haus Nr. 10: Erdgeschossiges vierzoniges Fachwerkwohnstallhaus des 18. Jahrhunderts mit aufgestocktem Stuhl, das mit Fledermausgauben besetzte abgewalmte Dach ist in das Hauptdach eingeschiftet.[12]

### Einwohnerentwicklung
| Jahr      | 001818 | 001840 | 001861 | 001871 | 001885 | 001900 | 001925 | 001950 | 001961 | 001970 | 001987 |
| Einwohner | 75     | 86     | 80     | 83     | 100    | 96     | 94     | 130    | 82     | 90     | 88     |
| Häuser    | 18     | 19     |        |        | 19     | 20     | 19     | 21     | 20     |        | 19     |
| Quelle    | [ 15 ] | [ 16 ] | [ 17 ] | [ 18 ] | [ 19 ] | [ 20 ] | [ 21 ] | [ 22 ] | [ 23 ] | [ 24 ] | [ 1 ]  |

## Religion
Der Ort ist seit der Reformation evangelisch-lutherisch geprägt und bis heute nach St. Johannes der Täufer (Ipsheim) gepfarrt. Die Katholiken sind nach St. Bonifaz (Bad Windsheim) gepfarrt.

## Wanderwege
Durch den Ort führen die Fernwanderwege Aurach-Weg und Bocksbeutelweg.